# Adoxotoma forsteri
Adoxotoma forsteri är en spindelart som beskrevs av Zabka 2004. Adoxotoma forsteri ingår i släktet Adoxotoma och familjen hoppspindlar. Inga underarter finns listade i Catalogue of Life.